# Arge enodis
Arge enodis (synoniemen: Tenthredo enodis en Tenthredo coeruleipennis) is een vliesvleugelig insect uit de familie
Argidae. De wetenschappelijke naam is gepubliceerd in 1767 door Linnaeus.

## Uiterlijk
De volwassen dieren zijn volledig zwart en lijken sterk op meerdere andere bladwespen. De soort vertoont onder andere gelijkenis met de soorten uit dezelfde familie die ook in Nederland voorkomen, Arge gracilicornis en Arge berberidis. Waar deze soorten gevlekte vleugels hebben, heeft A. Enodis echter vleugels waarvan de hele bovenste helft verdonkerd is.

## Voorkomen en habitat
De soort komt voor in Europa tot aan de Kaukasus, Centraal en Klein-Azië, Siberië en Japan. 
De larve leeft op wilgensoorten als S. babylonica , S. fragilis , S. alba  en S. matsudana (krulwilg).